# Энакархире, Джозеф
Джозеф Энакархире (англ. Joseph Enakarhire; 6 ноября 1982, Варри, Нигерия) — нигерийский футболист, защитник. Выступал за сборную Нигерии.

## Биография
В 2004 году перешёл из клуба «Стандард» (Льеж) в лиссабонский «Спортинг» и помог команде дойти до финала Кубка УЕФА. После одного сезона в Лиссабоне Энакархире был продан в российский клуб «Динамо» (Москва). В августе 2006 года он перешёл во французскую Лигу 1 в клуб «Бордо». В июле 2007 года перешёл в греческую Суперлигу в клуб «Панатинаикос»; в январе 2008 года покинул клуб.
Участник кубков африканских наций 2004 и 2006 годов в составе сборной Нигерии, на обоих турнирах его команда заняла третье место.